# Autovía Almansa-Játiva
La A-35, antiguamente denominada autovía Almansa-Játiva, es una autovía de la red de carreteras de España que comunica las ciudades de Almansa (Albacete) y Játiva (Valencia).

## Nomenclatura
La A-35 es el resultado del desdoblamiento de la N-430, en el tramo Almansa - Alcudia de Crespins. Su nomenclatura viene del 35 que es el código que recibe dicha autovía según el orden de nomenclaturas de las autovías nacionales, y la letra A refiriéndose a que es una autovía perteneciente al Ministerio de Transportes, Movilidad y Agenda Urbana.

## Historia
La A-35 era la antigua carretera N-430 que une Badajoz y Valencia, por Almansa, aunque la A-35 se refiere solo al tramo entre Almansa y Alcudia de Crespins, el resto de tramos de esta nacional han sido renombrados como otras autovías (A-7, A-31 y A-43) o aún permanece la N-430 como carretera.

## Tramos
| Denominación | Tramo                                                   | Kilómetros | Año servicio |
| ------------ | ------------------------------------------------------- | ---------- | ------------ |
| A-35         | Almansa A-31 - Fuente la Higuera A-33                   | 10,6       | 1996         |
| A-35         | Fuente la Higuera A-33 - Mogente Oeste                  | 12         | 1996         |
| A-35         | Variante de Mogente Tramo: Mogente Oeste - Mogente Este | 3,7        | 1997         |
| A-35         | Mogente Este - Alcudia de Crespins A-7                  | 23,5       | 1996         |

## Trazado actual
Comienza su recorrido en el enlace con la autovía de Alicante (A-31) a la altura de Almansa, en dirección hacia el Este. A continuación entra en la provincia de Valencia y enlaza con la autovía A-33 (N-344 hasta 2020) que comunica Valencia con Murcia por Yecla y Jumilla. A continuación pasa por las poblaciones de la provincia de Valencia como Mogente, Vallada y Montesa. Finaliza su recorrido en el enlace con la A-7, que une Barcelona y Algeciras, a la altura de Alcudia de Crespins.

### Localidades colindantes a la autovía
- Almansa
- Fuente la Higuera
- Mogente
- Vallada
- Montesa
- Alcudia de Crespins
- Canals

## Salidas
| Velocidad | Esquema | Salida | Sentido Játiva (descendente)                      | Sentido Almansa (ascendente)                                | Carretera | Notas |
| --------- | ------- | ------ | ------------------------------------------------- | ----------------------------------------------------------- | --------- | ----- |
|           |         |        | A-35 Comienzo de la Autovía Almansa - Játiva      | Fin de la Autovía Almansa - Játiva enlace con A-31 - N-430a |           |       |
|           |         |        | Puerto de Almansa                                 | Puerto de Almansa                                           |           |       |
|           |         |        |                                                   |                                                             |           |       |
|           |         | 11     | Caudete - Murcia Villena - Elche                  | Caudete - Murcia Villena - Elche                            | A-33 A-31 |       |
|           |         | 14     | Navalón                                           | Navalón                                                     |           |       |
|           |         | 23     | Mogente                                           | Mogente                                                     |           |       |
|           |         | 28     |                                                   | Mogente                                                     |           |       |
|           |         | 32     | Vallada                                           | Vallada                                                     | CV-649    |       |
|           |         | 34     | Vía de Servicio                                   |                                                             |           |       |
|           |         | 37     | Montesa                                           | Montesa                                                     | CV-5690   |       |
|           |         | 38     | Canals                                            | Canals                                                      | CV-598    |       |
|           |         | 40     | Alcudia de Crespins                               | Alcudia de Crespins                                         |           |       |
|           |         | 42     | Alcudia de Crespins - Enguera                     | Alcudia de Crespins - Enguera                               |           |       |
|           |         | 44     | Onteniente - Alicante - CV-60 Gandía              |                                                             | A-7       |       |
|           |         |        | Fin de la Autovía Almansa - Játiva enlace con A-7 | A-35 Comienzo de la Autovía Almansa - Játiva                |           |       |